# Hełm wz. 50
O wz. 50 (em polonês/polaco:  Hełm wz. 50) é um capacete de combate de aço produzido na Polônia de 1950 a 1955. Durante a Guerra Fria, esses capacetes foram amplamente exportados para vários países árabes devido ao seu baixo preço.

## Projeto
Após 1945, a produção de capacetes wz. 31/50 (utilizando recursos pré-guerra) não foi suficiente para o crescente Exército Popular Polonês. Em 1950, decidiu-se iniciar a produção de um novo capacete nacional baseado no modelo soviético. O casco é outra cópia do Pacto de Varsóvia do projeto soviético SSh-40, juntamente com o M53 tcheco e o M70 húngaro.
Foi o primeiro projeto de capacete produzido em massa desenvolvido na Polônia após a Segunda Guerra Mundial. Seu protótipo foi o capacete soviético SSh-40. Este produto tinha as seguintes dimensões: altura 166 mm, comprimento 271 mm, largura 248 mm. Era prensado a partir de chapa de aço especial de 1,4 mm de espessura. Seu peso não excedia 1200 g. Os encaixes internos foram baseados no capacete italiano M33. Sua parte mais importante era um arco elástico, ao qual os elementos de couro dos encaixes internos e o forro eram fixados. O casco do capacete foi pintado suavemente com verniz semi-fosco. A força terrestre usou capacetes cáqui, a força aérea usou capacetes azul-acinzentados e o Serviço Militar Interno usou capacetes brancos. O capacete foi testado disparando uma pistola TT de 7,62 mm ou um fuzil AK de 7,62 mm a uma distância de 3 m. As dimensões, os furos dos rebites, a distância da linha que conecta os centros dos furos dos rebites à borda inferior do casco e os materiais de que era feito também eram verificados. Se apenas um casco apresentasse defeito, todo o lote era devolvido à fábrica para triagem e correção. A produção de capacetes de combate era limitada pela capacidade do forno de recozimento usado para o processamento térmico dos cascos.

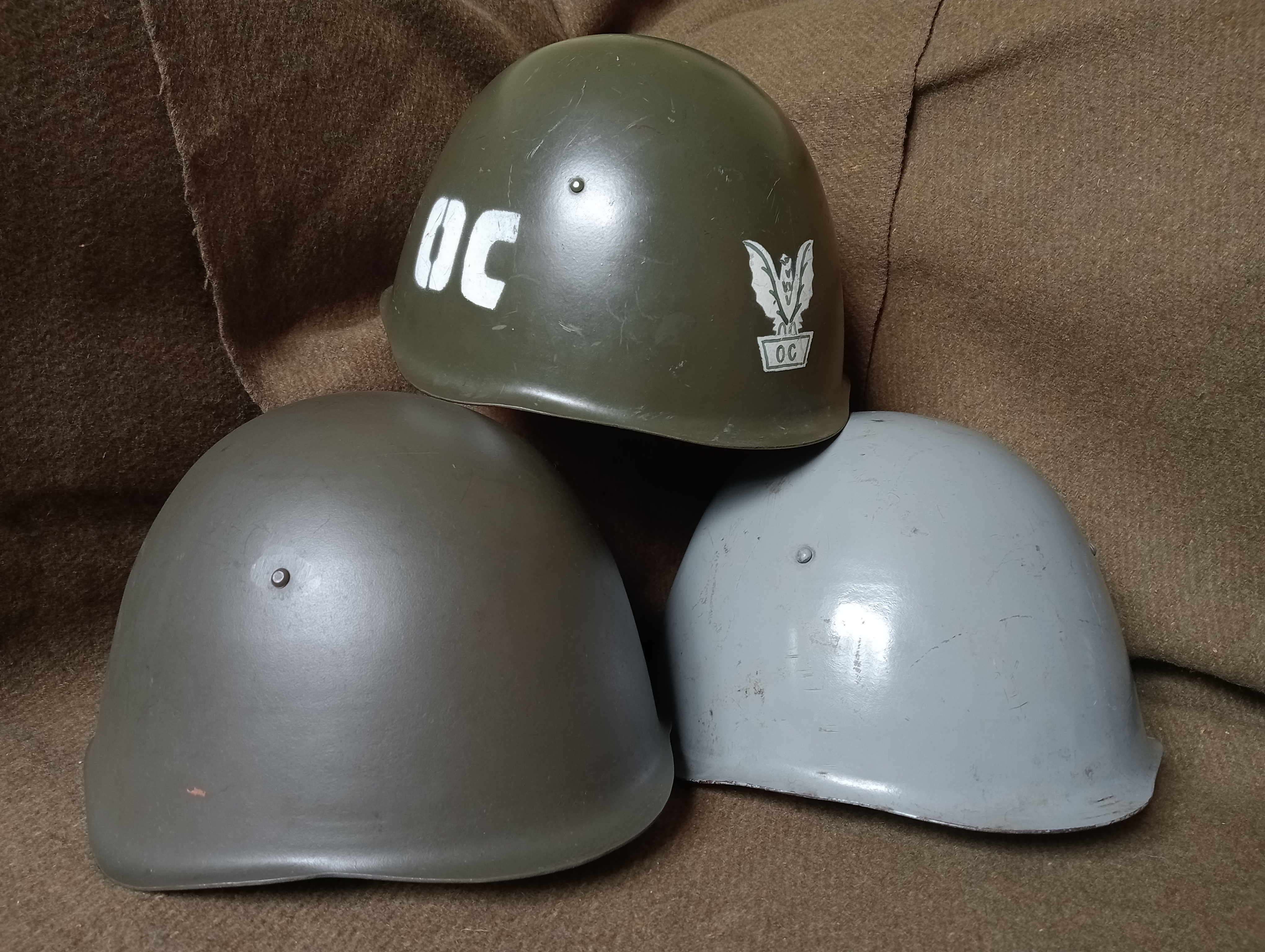
Comparação dos esquemas de pintura dos capacetes wz. 50.

Em 1955, a produção de capacetes wz. 50 foi descontinuada. Um total de 533.910 unidades foram produzidas entre 1950 e 1955.
Os primeiros capacetes de pré-produção tinham uma jugular dupla rebitada e forro de couro bovino. Todos os modelos de capacete incluíam um carimbo do fabricante. A partir de 1962, a insígnia específica do setor passou a ser aplicada na parte frontal. Foi desenvolvida uma variante para uso pela defesa civil, que apresentava um brasão proeminente na parte superior e uma insígnia na lateral com a respectiva cidade.

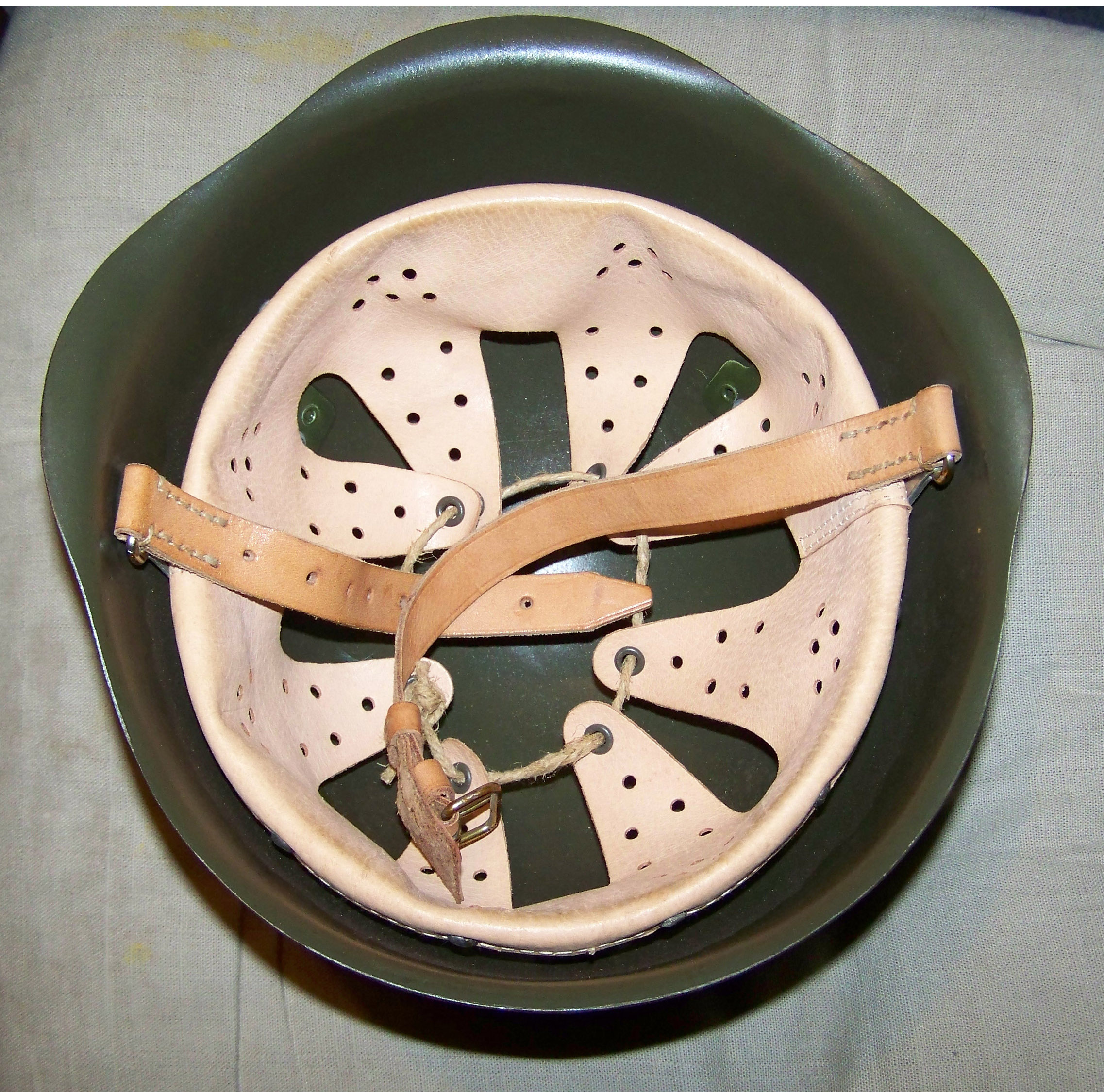
Forro do hełm wz. 50

## Operadores
- Afeganistão[8]
- Albânia[9]
- China
- Croácia[10][11][12]
- Egito
- Iraque: Substituído pelo M80.
- Israel: Capturado pelo Exército Israelense.[13]
- Vietnã do Norte[14]
- Polónia: Substituído em 1967 pelo capacete wz. 67.[15]
- Síria[16]